# Sepietta petersi
Sepietta petersi е вид главоного от семейство Sepiolidae.

## Разпространение и местообитание
Видът е разпространен в Албания, Алжир, Босна и Херцеговина, Гърция (Егейски острови и Крит), Египет (Синайски полуостров), Израел, Испания (Балеарски острови и Северно Африкански територии на Испания), Италия (Сардиния и Сицилия), Кипър, Либия, Ливан, Мароко, Сирия, Словения, Тунис, Турция, Франция (Корсика), Хърватия и Черна гора.
Обитава крайбрежията на океани и морета.